# Saint-Michel-Loubéjou
Saint-Michel-Loubéjou is een gemeente in het Franse departement Lot (regio Occitanie) en telt 367 inwoners (2005). De plaats maakt deel uit van het arrondissement Figeac.

## Geografie
De oppervlakte van Saint-Michel-Loubéjou bedraagt 5,3 km², de bevolkingsdichtheid is 69,2 inwoners per km².
De onderstaande kaart toont de ligging van Saint-Michel-Loubéjou met de belangrijkste infrastructuur en aangrenzende gemeenten.

## Demografie
Onderstaande figuur toont het verloop van het inwonertal (bron: INSEE-tellingen).